# Zespół Szkół Gastronomicznych im. Karola Libelta w Poznaniu
Zespół Szkół Gastronomicznych im. Karola Libelta w Poznaniu – zespół szkół gastronomicznych zlokalizowany w Poznaniu przy ul. Podkomorskiej 49 na Kasztelanowie, na osiedlu samorządowym Grunwald Południe. Na zespół składa się technikum gastronomiczne i zasadnicza szkoła zawodowa.

## Historia
Poznańska szkoła gastronomiczna należy do najstarszych tego typu placówek w Polsce. W 1899 otwarto Szkołę Przemysłową i Gospodarstwa Domowego, która w 1919 otrzymała nazwę Państwowa Szkoła Handlowa i Przemysłowa Żeńska. Od 1937 nosiła nazwę Państwowe Liceum Gospodarcze. W latach 1939–1945 zajęta została przez okupantów niemieckich. W 1945 nastąpiła kolejna zmiana nazwy – na Liceum Gospodarcze. W 1950 szkoła podzieliła się na Zasadniczą Szkołę Gastronomiczną i Technikum Gastronomiczne. Od 1953 do 1967 korzystała z pomieszczeń szkół przy ul. Jarochowskiego i przy ul. Śniadeckich. 11 grudnia 1967 otrzymała własny gmach na ul. Podkomorskiej. W 1973 nadano jej imię Karola Libelta. 30 sierpnia 1975 utworzono Zespół Szkół Gastronomicznych.

## Absolwenci
Do ważniejszych absolwentów szkoły należeli:
- Łukasz Daszyński i Klaudia Jankowska – zdobywcy I miejsca w konkursie Primerba Cup 2016[3],
- Cecylia Roszak – zakonnica dominikańska, Sprawiedliwa wśród Narodów Świata
- Paweł Szwedziak – dżudoka, trener dżudo,
- Halina Sworek – mistrzyni Polski juniorek w dżudo,
- Grzegorz Łazarek – piłkarz Lecha Poznań,
- Joanna Kotecka – pływaczka,
- Honorata Wrzesińska i Aleksandra Szymkowiak – koszykarki Olimpii Poznań[4].